# Clematis satomiana
Clematis satomiana là một loài thực vật có hoa trong họ Mao lương. Loài này được Kadota mô tả khoa học đầu tiên năm 2006.